# Scratchbox
Scratchbox是一個幫助嵌入式Linux跨平台編譯工具的集合，其目的主要是使得嵌入式Linux应用程序开发更加容易，他也提供了完整的整合工具鏈以用來跨平台編譯整合出一個Linux發行版。
這個計畫最初是由Movial開發以及由Nokia贊助，是符合GNU General Public License（GPL）發行的。
Scratchbox已經在Maemo開發平台上（Nokia 770, N800，以及N810網路行動裝置）使用，這個開發工具支援ARM架構以及x86架構，編譯的目標平台支援PowerPC、MIPS架構。

## 外部連結
- scratchbox website（页面存档备份，存于）